# Яхве
Яхве е националният бог на Израилското и Юдейското царство през желязната епоха. Неговият точен произход е неизвестен. Яхве е българската транслитерация на еврейското יַהְוֶה, което е вокализация на יהוה, предложена от немския ориенталист и изследовател на Библията Вилхелм Гезений (1786 – 1842) през 19 век. Към края на Вавилонския плен (6 век пр. н. е.) съществуването на чужди богове се отрича и Яхве е провъзгласен за създател на космоса и истински бог на целия свят. Той създава както доброто, така и злото, както е споменато в книгата на Исая (45:7).

## Име
В еврейския текст на Стария завет, който се нарича Танах, това име се среща на около 6800 места, но поради третата заповед от Декалога и традицията да не се споменава напразно името на Бога, евреите от векове насам го назовават или като „хашем“ – буквално означава „името“, или като „адонай“, което значи „господар“, тоест Бог.
Мнозина твърдят, че името не бива да се използва, защото днес не е известно оригиналното му произношение. В писмения староеврейски език не се използвали гласни букви. В библейски времена името Иисус вероятно било произнасяно Йешуа или може би Йехошуа. Въпреки това хората по света днес използват различни форми на името Иисус, като го произнасят така, както е прието на техния език. Много от юдеите смятат, че името на Бога не бива изобщо да се произнася. Това вярване вероятно е резултат от погрешно прилагане на библейския закон, в който се казва: „Не изговаряй напразно името на Господа, твоят Бог; защото Господ няма да счита безгрешен онзи, който изговаря напразно Името Му.“ (Изход 20:7). Този закон забранява злоупотребата с Божието име. Но не забранява почтителната употреба на това име. Писателите на юдейските писания били верни на Бога мъже, които спазвали Закона, даден от него на древните израилтяни. И все пак те често използвали Божието име. Те го включвали в много от псалмите, които се пеели от множество Божии поклонници. Яхве Бог дори наредил на служителите си да призовават името му, и онези, които били верни, му се подчинявали. (Йоил 2:32; Деяния 2:21) В преводите на Стария Завет на други езици свещеното четирибуквено име обикновено се замества с думата „Господ“ или „Господар“, което е подвеждащо, защото името му не означава „Господ“ или „Господар“, макар че има не много на брой (около 50 места, което е нищо в сравнение с 6800) места в еврейския текст, където се нарича и така.
В други български Библии, името му може да се открие в: Изход 15:3
Точното произношение не е напълно сигурно. Вероятно е да се е произнасяло в древността като „Яхое“ или „Яхве“. Това име има две съкратени форми освен пълната му форма. Тези две съкратени форми са „Я“ (откъдето идва „халелу-я“, което означава „хвалете Я“) и „Яхо“ или „Яо“ или „Яху“ или „Яу“. Така например името на пророк Исая на еврейски може да се произнася както като „Иша-Я“, така и като „Иша-Яхо“, на Еремия като „Ирми-Я“ или „Ирми-Яхо“ и т.н. в наши дни имаме примера с името на бившия министър-председател на Израел „Бенямин Нетан-Яху“.
Името е форма на еврейския глагол „хавах“, със значение „става“, „случва се“ и всъщност означава „той прави (нещата) да станат“. Следователно името на Бога го идентифицира като Този, който последователно изпълнява своите обещания и неизменно осъществява своите намерения. Само истинският Бог може да носи такова съдържателно име..